# Овощна градина
Овощната градина е изкуствено трайно насаждение от дървета или храсти, поддържано с цел производство на плодове или ядки.